# Jordan 192
O 192 é o modelo da Jordan da temporada de 1992 de Fórmula 1. Condutores: Stefano Modena e Mauricio Gugelmin.
Com esse modelo, Modena marcou o único ponto para a equipe na última etapa, o Grande Prêmio da Austrália.

## Resultados[1]
(legenda) 
| Ano  | Chassi | Motor           | Pneus | N° | Pilotos           | 1   | 2   | 3   | 4   | 5   | 6   | 7   | 8   | 9   | 10  | 11  | 12  | 13  | 14  | 15  | 16  | Pontos | Posição |  |
| ---- | ------ | --------------- | ----- | -- | ----------------- | --- | --- | --- | --- | --- | --- | --- | --- | --- | --- | --- | --- | --- | --- | --- | --- | ------ | ------- |  |
|      |        |                 |       |    |                   |     |     |     |     |     |     |     |     |     |     |     |     |     |     |     |     |        |         |  |
|      |        |                 |       |    |                   | RSA | MEX | BRA | ESP | SMR | MON | CAN | FRA | GBR | GER | HUN | BEL | ITA | POR | JPN | AUS |        |         |  |
| 1992 | 192    | Yamaha OX99 V12 | G     | 32 | Stefano Modena    | NQ  | Ret | Ret | NQ  | Ret | Ret | Ret | Ret | Ret | NQ  | Ret | 15  | NQ  | 13  | 7   | 6   | 1      | 11°     |  |
| 1992 | 192    | Yamaha OX99 V12 | G     | 33 | Mauricio Gugelmin | 11  | Ret | Ret | Ret | 7   | Ret | Ret | Ret | Ret | 15  | 10  | 14  | Ret | Ret | Ret | Ret | 1      | 11°     |  |